# Таловєров Вадим Миколайович
Вадим Миколайович Таловєров (нар. 2 грудня 1971, Куйбишев, РРФСР) — радянський та український футболіст російського походження, захисник.

## Життєпис
Розпочав грати у футбол у куйбишевській ДЮСШ-9 у тренера Сергія Успенського. 1989 року дебютував у другій лізі у складі ШВСМ-СКА. У середині сезону група гравців ШВСМ-СКА (Акбаров, Грибов, Недоростков, Федотов) перейшла в куйбишевські «Крила Рад».
Після розпаду СРСР грав у Росії, Україні, Казахстані та Молдові.

## Особисте життя
Син, Максим Таловєров, також професіональний футболіст.